# Kristian Flittie Onstad
Kristian Flittie Onstad (født 9. maj 1984) er en norsk fodboldspiller, som spiller i Mjøndalen IF. Han er er midterforsvarer.
Kristian har mere end 60 officielle landskampe fra U16- til U21-landsholdet. Han har spillet 34 kampe på U21-landsholdet deriblandt kampe i to EM-slutrunder.
Onstad kommer fra Gjelleråsen IF, og senere fra FC Lyns juniorafdeling. Han debuterede som 17-årig for FC Lyn, som han har spillet 73 ligakampe for.
I perioden 2006 til 2010 spillede han i den danske klub Esbjerg fB.